# Левицкий, Мирон Николаевич
Миро́н Никола́евич Леви́цкий (укр. Мирон Миколайович Левицький, псевдоним: Lev, Лев; 14 октября 1913, Львов — 17 июля 1993, Торонто) — украинский писатель

– прозаик, художник, график, член объединения украинских писателей «Слово».

## Жизнеописание
Учился в Художественной школе Олексы Новакивского во Львове и в Академии искусств в Кракове (1931-1934). Работал в издательствах — в частности, в «Батькивщине», в 1938 - 1939 годах — в месячнике «Мы и мир», сотрудничал со Львовским историческим музеем.
При первой советской власти — художник в Археологическом отделе Академии Наук и Историческом музее. В 1942 - 1943 годах работал в Украинском издательстве, преподавал в Львовской художественно-промышленной школе. В 1943 - 1944 годах — военный корреспондент газеты «К победе» дивизии «Галичина». В 1945 —1946 годах преподавал в Инсбруке (Австрия).
В 1949 году эмигрировал в Канаду: в Виннипеге работал редактором журнала «Комар» (1948 - 1950), «Украинского клуба книги». С 1954 года занимал место художественного редактора в издательстве Ивана Тиктора, а также организовывал выставки картин в Париже, Марокко, Нью-Йорке. Левицкий также работал художественным руководителем фильмовой фирмы «Орбит», сотрудники которой пытались сохранить на кинопленке задокументированные материалы об украинских поселениях по всему миру.
Два года прожил в Париже.
В 1958 году в галерее Рор Вольмар состоялась первая самостоятельная выставка Мирона Левицкого. В Австралии, в частности в Канберре, художник работал над росписью украинских церквей.
Все публиковавшиеся тома «Летописи УПА» выпускались с обложками, нарисованными Левицким.
В 1982 году вышел сборник рассказов о предвоенном Львове под названием «Фонари».
Скончался 17 июля 1993 года в Торонто, Канада.
В 2009 году вдова художника Галина Горюн-Левицкая подарила Национальному музею им. Андрея Шептицкого во Львове коллекцию из 119 произведений, 77 из которых авторства Мирона Левицкого.

## Произведения[3]
- Левицкий Н. Ульяна. Виктор Гюго виноват// Слово. Сборник 9. — Эдмонтон: ОУП «Слово», 1981. — С. 120—128.
- Левицкий Н. Фонари[4]: Новеллы. — Эдмонтон, Торонто: ОУП «Слово», 1982. — 108 с.
- Левицкий Н. Фиаско Афродиты // Слово. Сборник 11. — Б. м.:ОУП «Слово», 1987. — С.216-226.
- Левицкий Н. Виктор Гюго виноват (Из цикла «Фонари») // Хрестоматия по украинской литературе в Канаде. — Эдмонтон, 2000. — С. 407—410.
- Левицкий Н. Виктор Гюго виноват[5] // «Украинский журнал». — 2008. — № 1. — С. 56-57